# Acid Eaters
Acid Eaters é o décimo terceiro álbum de estúdio de tributos lançado em 1993 pela banda de punk rock Ramones.
Geralmente é colocado à parte na carreira dos Ramones, já que é um álbum composto inteiramente de covers. É um tributo da banda às suas influências dos anos 1960, que inclui bandas como Rolling Stones e The Who. O álbum conta com as participações especiais de Pete Townshend, Sebastian Bach e Traci Lords. Outros covers notáveis e previamente realizados pelo grupo incluem  "Needles and Pins" do The Searchers (escrita por Sonny Bono e Jack Nitzsche), originalmente gravada por Jackie DeShannon, "Baby, I Love You" do The Ronettes, "Take It As It Comes" do The Doors, "California Sun" do The Rivieras (gravada originalmente por Joe Jones) e "Do You Wanna Dance?" de Bobby Freeman. Acid Eaters, no entanto, foi o primeiro conjunto completo de covers, dedicado aos covers.
| Críticas profissionais                                                      | Críticas profissionais |
| Avaliações da crítica                                                       | Avaliações da crítica  |
| Fonte                                                                       | Avaliação              |
| --------------------------------------------------------------------------- | ---------------------- |
| allmusic                                                                    | [ 2 ]                  |
| Rolling Stone                                                               | [ 3 ]                  |
| Esta tabela precisa de ser acompanhada por texto em prosa. Consulte o guia. |                        |

## Faixas
| N.º            | Título                                  | Compositor(es)                                                           | Duração |  |
| 1.             | "Journey to the Center of the Mind"     | Ted Nugent, Steve Farmer                                                 | 2:52    |  |
| 2.             | "Substitute"                            | Pete Townshend                                                           | 3:15    |  |
| 3.             | "Out of Time"                           | Mick Jagger, Keith Richards                                              | 2:41    |  |
| 4.             | "The Shape of Things to Come"           | Barry Mann, Cynthia Weil                                                 | 1:46    |  |
| 5.             | "Somebody to Love"                      | Darby Slick                                                              | 2:31    |  |
| 6.             | "When I Was Young"                      | Eric Burdon, John Weider, Victor Briggs, Daniel McCulloch, Barry Jenkins | 3:16    |  |
| 7.             | "7 and 7 Is"                            | Arthur Lee                                                               | 1:50    |  |
| 8.             | "My Back Pages"                         | Bob Dylan                                                                | 2:27    |  |
| 9.             | "Can't Seem to Make You Mine"           | Sky Saxon                                                                | 2:42    |  |
| 10.            | "Have You Ever Seen the Rain?"          | John Fogerty                                                             | 2:22    |  |
| 11.            | "I Can't Control Myself"                | Reg Presley                                                              | 2:55    |  |
| 12.            | "Surf City"                             | Brian Wilson, Jan Berry                                                  | 2:26    |  |
| 13.            | "Surfin' Safari" (faixa bônus no Japão) | Mike Love, Brian Wilson                                                  | 1:47    |  |
| Duração total: | Duração total:                          | Duração total:                                                           | 31:03   |  |